# جاستین گاستون
جاستین گاستون (انگلیسی: Justin Gaston؛ زادهٔ ۱۲ اوت ۱۹۸۸) یک خواننده اهل ایالات متحده آمریکا است. وی از سال ۲۰۰۸ میلادی تاکنون مشغول فعالیت بوده‌است.